# Enicospilus brandti
Enicospilus brandti là một loài tò vò trong họ Ichneumonidae.